# Ansitz Hochkofler

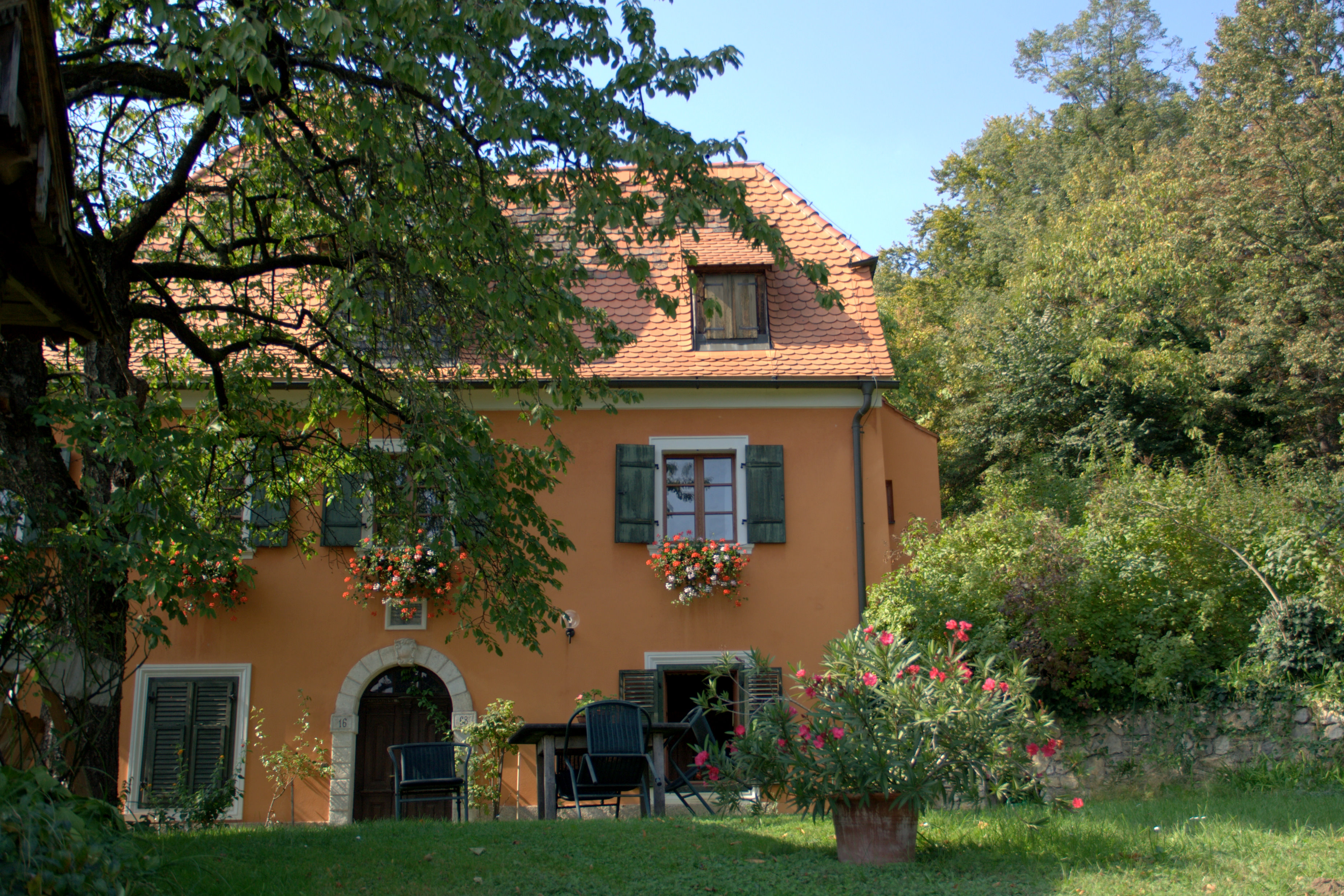
Der Ansitz Hochkofler im September 2011

Der Ansitz Hochkofler ist ein Grazer Herrenhaus, das in der Nähe des Schlosses St. Martin am südlichen Hang des Buchkogels an der Adresse Am Weinhang 15 steht. Er ist umgeben von Weingärten. Seine Geschichte geht bis auf das Jahr 1668 zurück.

## Geschichte
Das Gebäude wurde laut einer Inschrift vom Grazer Ratsbürger Georg Faschang im Jahr 1668 erbaut. 1886 erfolgte ein Umbau.

## Beschreibung
Das Herrenhaus hat einen Schopfwalmgiebel. Die Schornsteine stammen noch aus der Bauzeit. Das rustizierte, steinerne Rundbogentor wird in das Jahr 1668 datiert.
Im Obergeschoß des Gebäudes befinden sich mehrere profilierte Holzbalkendecken. Auch Reste der ursprünglichen Ausstattung wie beschlagene Türflügel, Fensterrahmungen, Möbel und Gemälde aus dem dritten Viertel des 17. Jahrhunderts sind im Obergeschoß erhalten. Die Rocaille-Wandmalereien sowie bemalte Leinwandbespannungen (beschädigt) stammen aus dem dritten Viertel des 18. Jahrhunderts.
Die Hauskapelle des Ansitzes befindet sich im Obergeschoß. Sie hat eine profilierte Holzbalkendecke. In der Altarnische findet man Seccomalereien aus der Zeit um 1780/85. Das Altarretabel mit Holzskulpturen wurde im dritten Viertel des 18. Jahrhunderts gefertigt. Aus derselben Zeit stammt auch der Weihwasserbehälter, der mit einem Relief des Brückensturzes des heiligen Johannes Nepomuk verziert ist.